# Ringmuskel

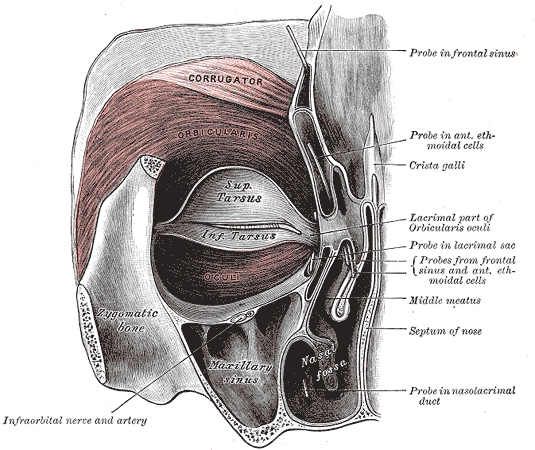
Ringmuskel der Augenlider (Musculus orbicularis oculi)

Der Ringmuskel ist ein Muskel mit einem zirkulären Muskelfaserverlauf, der eine Öffnung ringförmig umgibt. Ringmuskeln sind dort ausgebildet, wo etwas zeitweise verschlossen werden muss (After, Mund, Augenlid, Harnblase, Iris). Solche Muskeln werden auch als Schließmuskeln bezeichnet. Die meisten Ringmuskeln bestehen aus glatter Muskulatur und unterliegen damit nicht der Willkürmotorik. Der äußere Afterschließmuskel (Musculus sphincter ani externus) sowie der Ringmuskel des Mundes (Musculus orbicularis oris) und der Augenlider (Musculus orbicularis oculi) bestehen dagegen aus quergestreifter Muskulatur.
Eine besondere Form eines Ringmuskels stellt der Ziliarmuskel dar. Er ist für die Verformung der Augenlinse (Akkommodation) zuständig. 